# Grau (provincie)
Grau is een van de zeven provincies in de regio Apurímac in Peru. De provincie heeft een oppervlakte van 2.175 km² en heeft 26.720 inwoners (2015). De hoofdplaats van de provincie is het district Chuquibambilla.
De provincie grenst in het noorden en westen aan de provincie Abancay, in het oosten aan de provincie Cotabambas, in het zuiden aan de provincie Antabamba.

## Bestuurlijke indeling
De provincie is onderverdeeld in 14 districten, UBIGEO tussen haakjes:
- (030701) Chuquibambilla, hoofdplaats van de provincie
- (030714) Curasco
- (030702) Curpahuasi
- (030703)  Gamarra
- (030704) Huayllati
- (030705) Mamara
- (030706) Micaela Bastidas
- (030707) Pataypampa
- (030708) Progreso
- (030709) San Antonio
- (030710) Santa Rosa
- (030711) Turpay
- (030712) Vilcabamba
- (030713) Virundo

Abancay · Andahuaylas · Antabamba · Aymaraes · Chincheros · Cotabambas · Grau